# 九龙镇 (英德市)
九龙镇是中华人民共和国广东省清远市英德市下辖的一个乡镇级行政单位。，与西牛镇、大洞镇和清新县浸潭镇毗邻。

## 历史
光绪十二年（公元1886年）属含光局下辖寨分局。宣统三年（1911年）改为黄寨乡。中华民国时期，归英德县第二区署，名为黄寨乡。中华人民共和国成立后，1949年10月属英西区，改名为九龙乡。1952年4月，与明迳、岩背镇共同划归英德县第四区管辖，1958年9月改建为卫星公社，1960年九龙从卫星公社分离，称九龙公社，1987年撤销公社改建为九龙镇。

## 交通通讯
- 省道S348线

## 资源特产
- 农业产品有：无公害蔬菜、反季节蔬菜、水果、高山花卉和盆景的栽培。

- 林业产品有：木材、毛竹、笋竹、松脂、板粟、桂皮、香菇、黑木耳等。

- 矿业产有金、铁、铅、锌、锰、钢、石灰石、稀土等。

## 文教卫生
设有初级中学2所，小学24所。

## 行政区划
九龙镇下辖以下地区：
九龙社区、新田村、泉水村、金鸡村、枫木村、塘坑村、金造村、宝溪村、太平村、新龙村、龙塘村、河头村、寨背村、大陂村、石角村、乌石村和团结村。

## 相关链接
- 九龙镇信息网